# 国军体育部队
国军体育部队（韩语：／ Gukgun Cheyuk Budae，简称）是大韩民国国军下属的一支特殊部队，绰号“尚武”（상무）或“不死鸟”（불사조）。其所属体育代表队大多也以“尚武”或“不死鸟”作为队名。

## 概况
国军体育部队成立于1984年1月4日，由韩军原有的多支体育代表队合并组建而成。国军体育部队的总部位于庆尚北道闻庆市，2013年10月之前则位于京畿道城南市。
截至2019年，国军体育部队共组建了33支体育代表队，包括K联赛球队金泉尚武、韩国棒球联赛球队尚州不死鸟（상무 피닉스）等。
韩国实行义务兵役制，除因体检不合格或者取得荣誉而特殊批准豁免外，所有男性公民均必须在28周岁之前服兵役，运动员也不例外。因此经常出现运动员不得不放弃留洋机会被迫回国参军的情况，甚至有运动员因兵役问题与韩国军方发生争执。因此，加入国军体育部队下属的俱乐部就成为一些运动员延续运动生涯、保持运动状态的途径。